# Élection gouvernorale de 2020 dans le Vermont
L' élection gouvernorale de 2020 dans le Vermont a lieu le 3 novembre 2020 afin d'élire le gouverneur de l'État américain du Vermont.
Le gouverneur sortant républicain Phil Scott est réélu avec 68 % voix.

## Contexte
Le gouverneur sortant républicain, Phil Scott a été élu en 2016 puis réélu en 2018 et se représente pour un troisième mandat.

## Système électoral
Le gouverneur du Vermont est élu pour un mandat de deux ans au scrutin uninominal majoritaire à un tour.

## Primaire républicaine

### Candidats
- Douglas Cavett
- John Klar
- Bernard Peters
- Emily Peyton
- Phil Scott, gouverneur sortant

### Résultats
| Candidat | Candidat            | Voix   | %     |  |
| -------- | ------------------- | ------ | ----- |  |
|          | Phil Scott          | 42 275 | 72,67 |  |
|          | John Klar           | 12 762 | 21,94 |  |
|          | Emily Peyton        | 970    | 1,67  |  |
|          | Douglas Cavett      | 966    | 1,66  |  |
|          | Bernard Peters      | 772    | 1,33  |  |
|          | Candidats par écrit | 426    | 0,73  |  |
|          |                     |        |       |  |
| Total    | Total               | 58 171 | 100   |  |

## Primaire démocrate

### Candidats
- Ralph Corbo, activiste
- Rebecca Holcombe, ancienne secrétaire à l'éducation du Vermont
- Patrick Winburn, avocat
- David Zuckerman, lieutenant-gouverneur du Vermont (Parti progressiste)

### Résultats
| Candidat | Candidat            | Voix    | %     |  |
| -------- | ------------------- | ------- | ----- |  |
|          | David Zuckerman     | 48 150  | 47,56 |  |
|          | Rebecca Holcombe    | 37 599  | 37,14 |  |
|          | Patrick Winburn     | 7 662   | 7,57  |  |
|          | Ralph Corbo         | 1 288   | 1,27  |  |
|          | Candidats par écrit | 6 533   | 6,45  |  |
|          |                     |         |       |  |
| Total    | Total               | 101 232 | 100   |  |

## Autres partis et candidats
- Wayne Billado III (Indépendant)
- Michael A. Devost (Indépendant)
- Charly Dickerson (Indépendant)
- Kevin Hoyt (Indépendant)
- Emily Peyton (Indépendant)
- Erinn Hazlett Whitney (Indépendant)

## Résultats
| Candidat                 | Candidat                 | Parti                    | Voix    | %     |
| ------------------------ | ------------------------ | ------------------------ | ------- | ----- |
|                          | Phil Scott               | Républicain              | 248 412 | 68,49 |
|                          | David Zuckerman          | Progressiste             | 99 214  | 27,35 |
|                          | Kevin Hoyt               | Indépendant              | 4 576   | 1,26  |
|                          | Emily Peyton             | Indépendant              | 3 505   | 0,97  |
|                          | Erynn Hazlett Whitney    | Indépendant              | 1 777   | 0,49  |
|                          | Wayne Billado III        | Indépendant              | 1 431   | 0,39  |
|                          | Michael A. Devost        | Indépendant              | 1 160   | 0,32  |
|                          | Charly Dickerson         | Indépendant              | 1 037   | 0,29  |
|                          | Candidats par écrit      | Candidats par écrit      | 1 599   | 0,44  |
|                          |                          |                          |         |       |
| Votes valides            | Votes valides            | Votes valides            | 362 711 | 97,77 |
| Votes blancs et nuls     | Votes blancs et nuls     | Votes blancs et nuls     | 8 257   | 2,23  |
| Total                    | Total                    | Total                    | 370 968 | 100   |
| Abstention               | Abstention               | Abstention               | 135 344 | 26,73 |
| Inscrits / participation | Inscrits / participation | Inscrits / participation | 506 312 | 73,27 |